# Rui Marques (Menschenrechtsaktivist)
Rui Marques (* 25. Juni 1963 in Lissabon, Portugal) ist ein portugiesischer Menschenrechtsaktivist und Unternehmer.

## Werdegang
1989 schloss Rui Marques sein Medizinstudium an der Medizinischen Fakultät der Universität Lissabon ab und erwarb 2004 einen Master in Kommunikationswissenschaften und Kulturwirtschaft an der Fakultät für Sozial- und Humanwissenschaften der Portugiesischen Katholischen Universität. 2017 schloss er seine Promotion in Wirtschafts- und Organisationssoziologie an der ISEG – Lisbon School of Economics & Management mit der Präsentation seiner Dissertation „Problemas sociais complexos e governação integrada – Contributos para um modelo de governação integrada a partir de estudos de caso sobre o Centro Nacional de Apoio ao Imigrante e a Comissão de Proteção de Crianças e Jovens da Amadora“.
Als Student arbeitete er regelmäßig bei Rádio Renascença in der Redaktion des religiösen Programms mit. 1990 wurde Marques Programmdirektor. Später wurde er auch Programmdirektor für die Programme Kanal 1 und Renascença FM.
1991 verließ Marques Rádio Renascença, gründete mit Freunden die Zeitschrift Foruntem Estuda und wurde ihr erster Direktor. Die erste Ausgabe wurde im Dezember 1991 veröffentlicht. Parallel dazu förderte er soziale und politische Initiativen, wie die „Mission Frieden in Timor.“ 1992 führte Marques die Fähre Lusitânia Expresso mit 150 Aktivisten medienwirksam vor die Küste des von Indonesien seit 1975 besetzte Osttimor, um auf das Schicksal der ehemaligen portugiesischen Kolonie hinzuweisen. Um das Foruntem Estuda herum entwickelte sich die Grupo Forum mit weiteren Medienprodukten. So 1995, das Forum Multimédia für die Produktion von CD-ROM, Design, Entwicklung und Pflege von Internet-Homepages und Beratung für die Informationsgesellschaft. Im Jahr 2000 arbeitete Marques bei Terravista AS als Administrator und Geschäftsführer.
Im August 2002 wurde Marques von der portugiesischen Regierung zum stellvertretenden Hohen Kommissar für Einwanderung und ethnische Minderheiten ernannt, um an der Entwicklung einer Aufnahmepolitik und Integration von Einwanderern mitzuwirken. Danach folgte von 2005 bis 2008 das Amt des Hohen Kommissars für Einwanderung und Koordinator des Wahlprogramms. Seit 2008 ist Marques Administrator des Forum Estudante und leitet derzeit auch das Instituto Padre António Vieira (IPAV).
2012 erhielt Marques die Medaille des Ordem de Timor-Leste. Außerdem ist er Großoffizier des Ordens des Infanten Dom Henrique.

## Privates
Marques ist verheiratet und hat vier Kinder.

## Veröffentlichungen
- O Centro da Educação in Carneiro, Roberto (coord.), O futuro da educação em Portugal: tendências e oportunidades. Um estudo de reflexão prospectiva, tomo IV. Lisboa, Ministério da Educação, 2000. ISBN 972-614-366-7.
- Uma mesa com lugar para todos: Para uma visão humanista da imigração. Lissabon, Instituto Padre António Vieira. ISBN 978-972-997210-2
- Timor-Leste: O Agendamento mediático. Porto, Porto Editora, 2006. ISBN 978-972-0-45256-6
- Esperança em Movimento. Porto, Porto Editora, 2009.
- Nota de Abertura. Acreditar. Histórias de Entreajuda no combate ao Desemprego. Lissabon, Instituto Padre António Vieira, 2013.
- Problemas Complexos e Governação Integrada. Lissabon, Instituto Padre António Vieira, 2014.
- Nota de Abertura. Eu sou porque tu és. A história da Academia Ubuntu.Lissabon, Instituto Padre António Vieira, 2014.
- Nota de Abertura. Atas da Conferência “Problemas sociais complexos: desafios e respostas”. Lissabon, Instituto Padre António Viera, 2015.
- Governação Integrada e Administração Pública. Lissabon, INA Editora, 2015.
- Nota de Abertura. Governação integrada: a experiência internacional e desafios para Portugal. Lissabon, Instituto Padre António Vieira, 2016.
- Prefácio. Uma Esperança Mais Forte do que o Marde Melissa Flemming, Porto, Porto Editora, 2017.